# Gabriele Buccola
Gabriele Buccola (Mezzojuso, 26 gennaio 1854 – Torino, 5 marzo 1885) è stato uno psichiatra e psicologo italiano.

## Biografia
Dopo gli studi liceali, si iscrive al corso di laurea in medicina e chirurgia dell'Università di Palermo, dove si laurea nel 1879, quindi si trasferisce a Reggio Emilia per specializzarsi in psichiatria sotto la guida di Augusto Tamburini, allora direttore del locale manicomio di San Lazzaro. Grazie alla disponibilità del Tamburini nonché alle risorse offerte dalla struttura manicomiale (all'interno della quale Tamburini aveva anche creato un laboratorio di psicologia sperimentale), Buccola si rese noto alla comunità scientifica italiana con i suoi primi lavori di psicologia.
Vinto un concorso di assistente, nel 1881 si trasferisce all'Istituto psichiatrico di Torino, allora diretto da Enrico Morselli. Qui, Buccola è fra i primi psichiatri italiani a intraprendere ricerche di psicologia sperimentale e psicologia fisiologica, analizzando, in particolare, i tempi di reazione a determinati stimoli sia negli uomini che negli animali. I risultati conseguiti, fra i primi al mondo di "cronometria mentale", raccolti e pubblicati nella sua opera più importante, La legge del tempo nei fenomeni del pensiero. Saggio di psicologia sperimentale, uscita nel 1883, li ottenne anche grazie all'invenzione di alcuni macchinari innovativi per l'epoca con cui misurare i vari tempi di reazione.
Giovanissimo, a contatto con i maggiori esponenti del positivismo italiano, diresse pure la rivista Gli Atomi, periodico evoluzionista e trasformista che è anche ricordato come una delle prime riviste italiane a contenuto liberal-socialista.
Conseguita la libera docenza nel 1883, aveva maturato la decisione di trasferirsi a Monaco, dove aveva già trascorso alcuni mesi di perfezionamento e ricerca nel 1884, non avendo ottenuto la chiamata universitaria in Italia, quando, il repentino sopraggiungere di una malattia inguaribile, lo portò prematuramente alla morte il 5 marzo 1885.
La sua intensa ricerca, condotta in soli cinque anni ed interrotta dalla prematura scomparsa, ha contribuito a gettare le basi della psicologia fisiologica e della psicometria.